# Spathodus marlieri
Spathodus marlieri е вид лъчеперка от семейство Цихлиди (Cichlidae).

## Разпространение
Видът е разпространен в Бурунди и Демократична република Конго.